# Guicciardiniové

Erb Guicciardiniů

Guicciardiniové (italsky Guicciardini) je toskánský šlechtický a obchodnický rod původem z Florentské republiky. Nejstarší známý člen rodu Guicciardino Guicciardini působil v první polovině 12. století. Guicciardiniové byli spřízněni s Mediceji a často vystupovali jako jejich spojenci, tak Jacopo Guicciardini byl rádcem a důvěrníkem Lorenza Nádherného. Nejslavnějším členem rodu je politik a myslitel Francesco Guicciardini, zakladatel moderního italského dějepisectví.